# つがざくら
「つがざくら」は、近藤奈々のインディーズシングル。

## 解説
愛媛県新居浜市の観光協会事務局長を勤めていた高橋弘明が45歳で協会を退職する際に仕事の集大成として新居浜市を代表する別子銅山をPRするものを残したいという思いから楽曲を制作。1990年暮れより制作に着手し、1993年に自主製作盤のカセットテープ1000本を関係者に頒布、放送局向けのCDを10枚制作。その後歌い手の近藤奈々の両親がカセットテープ500本を追加発注している。主に関係者のみに無償配布された希少性から、2020年時点ではインターネットオークションで10万円以上での高額で取引されている。
歌い手には市内ののど自慢大会で抜群の歌唱力を誇った中学生の近藤奈々（現・水樹奈々）を起用し、人選については水樹が2016年に自身のラジオ番組『水樹奈々のMの世界』にて本曲を選曲した際に「深い歴史のある別子銅山の歌なので大人が歌うと哀愁が強まって暗くなってしまい、だからこそ少女に歌ってもらいたかった」との理由を述懐している。本作を水樹の生涯初のレコーディング作品としている記述も存在しているが、この他小学生時代の1988年にもカセットテープ「人形の涙/ふるさと太鼓」の自主制作を行っている。水樹のプロデビュー後には2020年時点までに3度故郷新居浜市でのコンサートに出演した際に本曲を披露しており水樹自身も「地元愛媛で歌いたい一曲」「私にとって特別ないい曲」と発言している。
ジャケットは別子銅山記念館で撮られた写真が初期の1000本に用いられ、追加分500本は近藤のステージ衣装写真を用いたものとなっている。
楽曲は哀愁調の曲に若い歌声を添え別子銅山の新年行事「大ばく祭」を懐かしむ内容も入れ高橋は「観光の大切さと自然保護、自分の気持ちと気がかりなことを歌にした」と述べ、また秋冬から春へと移ろう季節にたたずむ別子銅山と別子山を描きつつ山に自生するツガザクラを象徴に厳しい試練を乗り越えた先の希望を表現するものとしている。

## 曲目
- A面：つがざくら（唄入り）
  - 作詞・作曲：高橋弘明
- B面：つがざくら（カラオケ）

## 収録作品
DVD・Blu-ray Disc
| 発売日         | タイトル                             | 備考                                                                                          |
| -------------- | ------------------------------------ | --------------------------------------------------------------------------------------------- |
| 2010年12月22日 | NANA MIZUKI LIVE GAMES×ACADEMY -RED- | 水樹奈々9作目のライブ・ビデオ                                                                 |
| 2016年12月21日 | NEOGENE CREATION 初回限定盤          | 水樹奈々12枚目のアルバム 特典BD・DVD内 「水樹奈々in新居浜 のど自慢延長戦 ダイジェスト」に収録 |